# Milan Rapaić
Milan Rapaić (Nova Gradiška, 16. kolovoza 1973.), bivši hrvatski nogometaš. Igrač je za kojega se dugo govorilo kako je jedan od najtalentiranijih hrvatskih nogometaša. Bio je odličan u driblinzima i centaršutevima te imao vrlo snažan udarac. Karijeru je počeo u splitskom Hajduku s kojim je nastupao i u Ligi prvaka. Igrao je na mjestima veznoga igrača i napadača.

## Klupska karijera
Karijeru je započeo u Splitu, u Hajduku za koji je igrao 5 godina, od 1991. do 1996. godine. Za Hajduk je sveukupno odigrao 204 utakmice postigavši 43 pogotka.  Nakon Hajduka odlazi u talijansku Perugiu. Tamo se zadržao 4 godine, a nakon toga klub A.S. Perugia je propao. Uslijedio je transfer u Tursku gdje je 2 godine igrao za Fenerbahce. Nakon Turske, gdje je dobio otkaz, vratio se na pola sezone u matični splitski klub, a nakon toga opet pronašao novi klub u Italiji. Sada je to bila Ancona, u kojoj je igrao tek 1 sezonu. Nakon toga uslijedila je Belgija i Standard de Liege. U Belgiji se s klubom dugo vremena borio za naslov prvaka, u sezon 2005./06., no taj naslov ipak je otišao u ruke Anderlechta. Za vrijeme boravka u tom belgijskom klubu, došlo je do svađe s upravom te je Rapaić napustio klub koji je od njega potraživao novac koji im on duguje, ali ga nije htio dati. Taj spor se razriješio njegovim ponovnim igranjem u klubu čiji je bio jedan od najboljih igrača. Jedno je vrijeme bio na provjeri u Liverpoolu, no, nije zadovoljio struku kluba. Nakon uspješnijeg dijela u Belgiji, u sezoni 2006./07. igrao je lošije, te mu po isteku ugovora nije ponuđen novi. Nakon nespjelih pregovora s Hajdukom pridružio se tadašnjem drugoligašu iz Trogira, HNK Trogiru.

## Reprezentativna karijera
Rapaić je za hrvatsku "A" reprezentaciju debitirao u travnju 1994. godine na utakmici Slovačka – Hrvatska, 4:1, u Bratislavi. Sudjelovao je na Svjetskome prvenstvo u Japanu i Južnoj Koreji 2002., i na Euro 2004. u Portugalu U reprezentaciji je zabilježio 49 nastupa i 6 pogodaka od kojih su po jedan na svjetskom i europskom prvenstvu. Postigao je pobjednički pogodak za pobjedu nad Italijom 2:1, 2002. godine a na EURU 2004. je, iz jedanaesterca, postigao pogodak za 1:1 protiv Francuske, ta utakmica kasnije je završila 2:2. Nakon što ga Zlatko Kranjčar, kao izbornik reprezentacije, nije zvao ni na prijateljske utakmice, ponovno je poziv u nacionalnu vrstu dobio kod Slavena Bilića. Već u prvoj utakmici nakon dužega izivanja iz reprezentacije iskazao se kao sjajan vođa pomlađene momčadi. Posljednju utakmicu za hrvatsku nogometnu reprezentaciju odigrao je 2006. godine, Italija – Hrvatska, 0:2, u Livornu.

## Priznanja
Hajduk Split
- Prvak Hrvatske (3) : 1992., 1993./94., 1994./95.
- Hrvatski nogometni kup (3) : 1992./93., 1994./95., 2002./03.

Fenerbahče
- Prvak Turske (1) : 2000./01.

## Vanjske poveznice
- (engl.) FIFA: Milan Rapaić  Arhivirana inačica izvorne stranice od 8. studenoga 2012. (Wayback Machine), statistika.